# Municipio de Richmond (condado de Crawford)
El municipio de Richmond (en inglés: Richmond Township) es un municipio ubicado en el condado de Crawford en el estado estadounidense de Pensilvania. En el año 2000 tenía una población de 1.379 habitantes y una densidad poblacional de 22 personas por km².

## Geografía
El municipio de Richmond se encuentra ubicado en las coordenadas 41°45′01″N 80°00′59″O / 41.75028, -80.01639.

## Demografía
Según la Oficina del Censo en 2000 los ingresos medios por hogar en la localidad eran de $39,583 y los ingresos medios por familia eran de $43,958. Los hombres tenían unos ingresos medios de $33,056 frente a los $22,321 para las mujeres. La renta per cápita de la localidad era de $17,292. Alrededor del 5,8% de la población estaba por debajo del umbral de pobreza.